# ابراهیم زرقونی
ابراهیم زرقونی (متولد ۱۲۸۹ اصفهان، درگذشته ۱۳۶۵ اصفهان) از برجسته‌ترین میناکاران دوران معاصر که چهل سال در این زمینه فعالیت داشته‌است. وی استاد میناسازی هنرستان هنرهای زیبا اصفهان بود. آثار ارزشمندی از وی در موزه‌های ایرانی و خارجی نگهداری می‌شود.

## زندگی
ابراهیم زرقونی در سال ۱۲۸۹ در اصفهان به دنیا آمد. وی در مکتبخانه اصفهان تحصیل کرد ولی رهایش کرد و به دنیای هنر روی آورد. از سال‌های نوجوانی نزد استاد سید شیرازی به فراگیری قلمزنی پرداخت و نزدیک به هفده سال در این رشته فعالیت کرد. با وجود آنکه به استادی در قلمزنی رسیده بود ولی ارضا نمی گشت و علاقه ویژه اش به دنیای رنگها و ترکیبشان با یکدیگر منجر به حضورش در میناکاری گشت.
زرقونی در مورد حضورش در میناسازی چنین می گوید: 
 من در رنگها دنیای مرموز و زیبایی را حس می‌کردم برای من همه چیز از رنگ شروع میشد. حتی بیرنگی یک نوع رنگ است اگر رنگ نباشد مفاهیم دنیا عوض می‌شود اشیا بی معنی می‌شوند و زندگی به پوچ و یکنواختی می رسد. رنگها نه تنها زبان دارند بلکه دارای موسیقی خاصی هستند. این زبان و موسیقی در ترکیب، آمیزش و همراهی رنگها بدست می‌آید.
جدش  «آقا سید محمد» از برجسته‌ترین میناکاران ایرانی بود که تجربیاتش را در کتابچه‌ای خطی به یادگار گذاشته بود. دایی‌هایش نیز استاد معرق بودند و معرق کاری‌های کاخ گلستان انجام می دادند که با کمک آن‌ها و کنکاش خویش توانست از این کتاب خطی گرانقدر استفاده بسیاری نماید. همچنین نسخه‌هایی از روش میناکاری استادان هندوستان بدست آورد که راهگشایش در زمینه‌های فنی بود و باعث گشت که با این پشتوانه‌ها و دانستن چگونگی ترکیب رنگها با اعتماد و آگاهی مناسبی به دنیای میناکاری وارد شود.
حضور وی در میناسازی در زمانی بود که این هنر مهجور گشته بود و ایشان از انگشت شمار استادانی بود که در این زمینه فعالیت می‌کرده‌است. ابراهیم زرقونی استاد برجسته  میناسازی در هنرستان هنرهای زیبا اصفهان بود که شاگردان شایسته‌ای را پرورش داد. 
ابراهیم زرقونی در ۲۶ دی ماه ۱۳۶۵ اصفهان از دنیا رفت و در باغ رضوان به خاک سپرده شد.

## آثار
وی ابتدا بر روی نقره کار می‌کرد و از آثار برجسته او می‌توان به تابلو بزرگ مینای "چالدران" اشاره نمود. ساخت این اثر که یکسال به طول انجامید در سال ۱۳۱۶ به پایان رسید. این اثر بیانگر حضور شاه اسماعیل صفوی در رویارویی با سلطان سلیم یکم عثمانی است که بر روی خشت کاشی، مینا شده و در ابعادی بیش از یک متر ساخته شد. آثار وی در طول بیش از چهل سال فعالیتش در زمینه میناسازی بارها سوی دولت ایران به سران کشورهای مختلف هدیه داده شد. همچنین بخشی از آثار وی در گنجینه هنرهای تزئینی اصفهان (موزه هنرهای معاصر اصفهان) نگهدای می‌شود.

### نو آوری
ابراهیم زرقونی نخستین کسی است که در ایران میناکاری را به بدنه گلدانها اضافه نمود. همچنین استفاده از فیروزه بر روی گلدانها به منظور تزیین دادن اثر از نوآوری‌های وی محسوب می‌شود.